# Paralcis sinearia
Paralcis sinearia är en fjärilsart som beskrevs av Achille Guenée 1858. Paralcis sinearia ingår i släktet Paralcis och familjen mätare. Inga underarter finns listade i Catalogue of Life.